# レジェンド・オブ・トゥモロー
『レジェンド・オブ・トゥモロー』（原題：DC's Legends of Tomorrow）は、2016年1月21日にThe CWで放送が始まり、2022年3月2日まで計7シーズンが放送された、DCコミックスに基づくアメリカ合衆国の実写テレビシリーズ。シェアード・ユニバース「アローバース」の一作品で、『ARROW/アロー』や『THE FLASH/フラッシュ』の登場人物などから構成されるタイムトラベラー集団「レジェンズ」の活躍を描く。
ワーナーメディアとディスカバリーが統合しワーナー・ブラザース・ディスカバリーとなった後の2022年4月29日、シーズン7をもって打ち切られた。The CWの親会社であるワーナーとCBSが、海外やNetflixに向けた放送・配信権の販売で収益を得てきたThe CWの業績がHBO MaxとParamount+のサービス開始の影響により悪化したことを受けて、The CWを手放そうと売却を進める中、番組のスタジオスペースの契約を更新しなかった為である。後日、The CWのCEOのマーク・ペドウィッツは「番組の内容が原因ではない」と声明した。また、本作のショーランナーを務めていたケト・シミズは「バーランティ、DC、ワーナー・ブラザース、The CWは番組の継続を望んでいた」と述べた。
2022年5月3日には外伝コミック『EARTH-PRIME #3: LEGENDS OF TOMORROW』が発行された。同作ではテレビ本編後のレジェンズの姿が描かれている。

## あらすじ
2016年のある夜、高度な科学技術の結晶〈アトム〉で悪と戦う天才科学者のレイ・パーマー、伝説のリーグ・オブ・アサシンの元暗殺者であるサラ・ランス、地上最速のヒーローとも戦った強盗仲間のレナード・スナートとミック・ロリー、燃える超人〈ファイヤーストーム〉への融合変身能力を持つマーティン・シュタインとジェファーソン・ジャクソン、二人一緒に転生を繰り返す鷹の戦士 ケンドラ・ソーンダースとカーター・ホールが一ヶ所に集められる。
集めたのは、リップ・ハンターを名乗る150年後の未来から来た男。リップ・ハンター曰く、150年後の世界は不死身の暴君 ヴァンダル・サベッジによって人類史上最悪の時代を迎えており、集められた者たちはそんな世界を救い得るヒーローを超えた存在、レジェンドだという。
お人好し、変人、犯罪者……ばらばらなレジェンドたちは、正義感、あるいは時間旅行への興味など、ばらばらな理由でタイムマシン〈ウェーブライダー〉に乗り込む決意を固め、時空を超えた冒険へと旅立つ。
――だが、リップ・ハンターは大きな嘘をついていた。実は彼は時間軸を守る使命を帯びたタイム・マスターズの裏切り者で、世界の救済よりも自分の妻子を殺したヴァンダル・サベッジへの復讐を考えており、しかも、集められた者たちは死んだところで時間軸に何の影響もない、レジェンドとはむしろ正反対の存在だったのだ。

## 沿革
2015年1月
　アローバースの製作を統括するグレッグ・バーランティより、『ARROW/アロー』シーズン3に登場したレイ・パーマー／アトムを中心とする番組として企画が明かされた。
2015年2月
　レイ・パーマー／アトム役のブランドン・ラウスの他、ウェントワース ・ ミラー、ヴィクター・ガーバー、ケイティ・ロッツなど、『ARROW/アロー』と『THE FLASH/フラッシュ』の出演者らによるスーパーヒーローのチーム作品であることと、「テレビシリーズにまだ登場していない3名のメジャーなDCコミックスのキャラクター」が登場することが報じられた。
2015年3月
　オーディション情報から新キャラクターの設定が一部明らかとなり、物語にタイムトラベルが関わることが判明した。
　スティーヴン・アメルより、2016年初頭に放送が始まることが伝えられた。
2015年5月7日
　『DC's Legends of Tomorrow』として正式発表された。
2016年1月21日〜2022年3月2日
　計7シーズン・計110話が放送された。

## 出演者
○＝メイン、◇＝リカーリング、ゲスト＝△
| 出演者                             | 役名                                          | 出演したシーズン | 出演したシーズン | 出演したシーズン | 出演したシーズン | 出演したシーズン | 出演したシーズン | 出演したシーズン | 日本語吹替 |
| 出演者                             | 役名                                          | 1                | 2                | 3                | 4                | 5                | 6                | 7                | 日本語吹替 |
| ---------------------------------- | --------------------------------------------- | ---------------- | ---------------- | ---------------- | ---------------- | ---------------- | ---------------- | ---------------- | ---------- |
| エイミー・ペンバートン             | - ギデオン                                    | ○                | ○                | ○                | ○                | ○                | ○                | ○                | 森なな子   |
| ケイティ・ロッツ                   | - サラ・ランス                                | ○                | ○                | ○                | ○                | ○                | ○                | ○                | 大津愛理   |
| ブランドン・ラウス                 | - レイ・パーマー - アース96のクラーク・ケント | ○                | ○                | ○                | ○                | ○                |                  | △                | 杉田智和   |
| ドミニク・パーセル                 | - ミック・ロリー                              | ○                | ○                | ○                | ○                | ○                | ○                |                  | 江川央生   |
| ウェントワース・ミラー             | - レナード・スナート - レオ・スナート         | ○                | ◇                | △                |                  |                  |                  | △                | 東地宏樹   |
| ヴィクター・ガーバー               | - マーティン・シュタイン                      | ○                | ○                | ○                |                  |                  |                  | △                | 森功至     |
| フランツ・ドラメー                 | - ジェファーソン・ジャクソン                  | ○                | ○                | ○                |                  |                  |                  | △                | 平野潤也   |
| シアラ・レネー                     | - ケンドラ・ソーンダース                      | ○                |                  |                  |                  |                  |                  |                  | 東内マリ子 |
| フォーク・ヘンチェル               | - カーター・ホール                            | ○                |                  |                  |                  |                  |                  | △                | 西谷修一   |
| アーサー・ダーヴィル               | - リップ・ハンター                            | ○                | ○                | ◇                |                  |                  |                  | △                | 中井和哉   |
| ニック・ザーノ                     | - ネイト・ヘイウッド                          |                  | ○                | ○                | ○                | ○                | ○                | ○                | 吉田健司   |
| メイジー・リチャードソン＝セラーズ | - アマヤ・ジウィ - チャーリー                 |                  | ○                | ○                | ○                | ○                |                  |                  | 山本希望   |
| ニール・マクドノー                 | - ダミアン・ダーク                            | △                | ◇                | ◇                |                  | △                |                  |                  | 志村知幸   |
| ジェス・マッカラン                 | - エヴァ・シャープ                            |                  |                  | ◇                | ○                | ○                | ○                | ○                | ちふゆ     |
| アダム・ツェフマン                 | - ゲイリー・グリーン                          |                  |                  | ◇                | ◇                | ◇                | ○                | ○                |            |
| タラ・アッシュ                     | - ザリ・トマズ - ザリ・タラジ                 |                  |                  | ○                | ○                | ○                | ○                | ○                | 平田裕香   |
| コートニー・フォード               | - ノラ・ダーク                                |                  |                  | ◇                | ○                | ○                |                  | △                |            |
| マット・ライアン                   | - ジョン・コンスタンティン                    |                  |                  | ◇                | ○                | ○                | ○                |                  | 小林親弘   |
| ラモナ・ヤン                       | - モナ・ウー                                  |                  |                  |                  | ○                | ◇                |                  |                  |            |
| オリヴィア・スワン                 | - アストラ・ローグ                            |                  |                  |                  | △                | ○                | ○                | ○                |            |
| シャヤン・ソビアン                 | - ベヘラド・タラジ                            |                  |                  |                  | △                | ◇                | ○                | ○                |            |
| デヴィッド・ラムゼイ               | - ジョン・ディグル - バス・リーヴス           |                  | △                | △                |                  | △                | △                |                  | 三宅健太   |

## 作中用語

### 場所
マルチバース Multiverse
　無数の「アース」と称されるユニバースの集合体。アースとアースの関係性は並行世界であり、あるアースの存在とよく似た別のアースの存在のことは「ドッペルゲンガー」と称される。
　本作の主な舞台は「アース1」。このアース1の並行世界として、アース1とは色々なものが逆転した「アース2」、『SUPERGIRL/スーパーガール』の主な舞台である「アース38」、ナチスに支配された「アースX」などが存在する。
　マルチバースはクライシス・オン・インフィニット・アースを経て生まれ変わり、その際に本作の舞台は「アース・プライム」に変わった。

バニシング・ポイント Vanishing Point
　時間軸の外に存在する空間。タイム・マスターズが拠点として用いていた。

### 組織
レジェンズ The Legends / レジェンド・オブ・トゥモロー Legends of Tomorrow
　はみ出し者であってヒーローではない自分たちを、あえて「レジェンド」と呼ぶタイムトラベラー集団。
　元々はヴァンダル・サベッジを倒す為に結成されたが、ヴァンダル・サベッジとその背後にいたタイム・マスターズを倒した後は、タイムトラベラー（自分たちも含む）の脅威から時間軸を守るべく活動する。
　レジェンズはアローバースで独自に創作されたものであり、原作のDCコミックスには存在しない。

タイム・マスターズ Time Masters
　リップ・ハンターがレジェンズを結成する前に所属していた組織。時の番人として時間軸を守ることを使命としている。
　実は、「オキュラス」という装置を使って時間軸を操作する腐敗した組織であり、ヴァンダル・サベッジと協力関係にある。

リージョン・オブ・ドゥーム Legion of Doom
　イオバード・ソーンが運命の槍を探し出し、現実を都合良く改変する為に、ダミアン・ダークやマルコム・マーリンに声をかけて結成した悪の軍団。命名はネイト・ヘイウッドがした。

時間管理局 Time Bureau
　ウェーブライダーを降りたリップ・ハンターが新たに設立した、時間軸の保護を使命とする組織。

### 装置・武器
ウェーブライダー Waverider
　レジェンズたちが駆るタイムマシン。中には居住空間がある。

運命の槍 Spear of Destiny
　聖書の時代にイエス・キリストを刺したことで現実改変の力を宿したロンギヌスの槍。

## エピソード一覧
| シーズン | シーズン | 話数 | 話数          | 放送期間       | 放送期間      |
| シーズン | シーズン | 話数 | 話数          | 初回放送       | 最終回放送    |
| -------- | -------- | ---- | ------------- | -------------- | ------------- |
|          | 1        | 16   | 16            | 2016年1月21日  | 2016年5月19日 |
|          | 2        | 17   | 17            | 2016年10月13日 | 2017年4月4日  |
|          | 3        | 18   | 18            | 2017年10月10日 | 2018年4月9日  |
|          | 4        | 16   | 16            | 2018年10月22日 | 2019年5月20日 |
|          | 5        | 15   | 1             | 2020年1月14日  | 2020年1月14日 |
| 14       | 5        | 15   | 2020年1月21日 | 2020年6月2日   |               |
|          | 6        | 15   | 15            | 2021年3月2日   | 2021年9月5日  |
|          | 7        | 13   | 13            | 2021年10月13日 | 2022年3月2日  |

| 話数      | サブタイトル（日）                                | サブタイトル（米）                     | 放送日（米）   |
| シーズン1 | シーズン1                                         | シーズン1                              | シーズン1      |
| --------- | ------------------------------------------------- | -------------------------------------- | -------------- |
| 第1話     | 未来の危機                                        | Pilot, Part One                        | 2016年 1月21日 |
| 第2話     | 尊い犠牲                                          | Pilot, Part Two                        | 1月28日        |
| 第3話     | 血の儀式                                          | Blood Ties                             | 2月4日         |
| 第4話     | チームの分断                                      | White Knights                          | 2月7日         |
| 第5話     | 運命の決断                                        | Fail-Safe                              | 2月18日        |
| 第6話     | スター・シティの危機                              | Star City 2046                         | 2月25日        |
| 第7話     | 裏切り                                            | Marooned                               | 3月3日         |
| 第8話     | 潜入作戦                                          | Night of the Hawk                      | 3月10日        |
| 第9話     | 取り残された仲間                                  | Left Behind                            | 3月31日        |
| 第10話    | 葛藤                                              | Progeny                                | 4月7日         |
| 第11話    | 8人の用心棒                                       | The Magnificent Eight                  | 4月12日        |
| 第12話    | 暗殺指令                                          | Last Refuge                            | 4月21日        |
| 第13話    | リバイアサン                                      | Leviathan                              | 4月28日        |
| 第14話    | サベッジの真実                                    | River of Time                          | 5月5日         |
| 第15話    | 操られた運命                                      | Destiny                                | 3月12日        |
| 第16話    | 決着の時                                          | Legendary                              | 3月19日        |
| シーズン2 |                                                   |                                        |                |
| 第1話     | チームの捜索                                      | Out of Time                            | 10月13日       |
| 第2話     | ジャスティス・ソサエティ・オブ・アメリカ          | The Justice Society of America         | 10月20日       |
| 第3話     | 将軍                                              | Shogun                                 | 10月27日       |
| 第4話     | 闇の時代                                          | Abominations                           | 11月3日        |
| 第5話     | ダークの企み                                      | Compromised                            | 11月10日       |
| 第6話     | 無法者の国                                        | Outlaw Country                         | 11月17日       |
| 第7話     | インベージョン！                                  | Invasion!                              | 12月1日        |
| 第8話     | ギャングの街                                      | The Chicago Way                        | 12月8日        |
| 第9話     | 失われた記憶                                      | Raiders of the Lost Art                | 2017年 1月24日 |
| 第10話    | リージョン・オブ・ドゥーム                        | The Legion of Doom                     | 1月31日        |
| 第11話    | 裏切りのクリスマス                                | Turncoat                               | 2月7日         |
| 第12話    | 円卓の騎士                                        | Camelot/3000                           | 2月21日        |
| 第13話    | 本当の自分                                        | Land of the Lost                       | 3月7日         |
| 第14話    | 月面着陸                                          | Moonshot                               | 3月14日        |
| 第15話    | 運命の槍                                          | Fellowship of the Spear                | 3月21日        |
| 第16話    | 書き換えられた現実                                | Doomworld                              | 3月28日        |
| 第17話    | チームの絆                                        | Aruba                                  | 4月4日         |
| シーズン3 |                                                   |                                        |                |
| 第1話     | アナクロニズム                                    | Aruba-Con                              | 10月10日       |
| 第2話     | 地上最大のショー                                  | Freakshow                              | 10月17日       |
| 第3話     | ザリ                                              | Zari                                   | 10月24日       |
| 第4話     | 僕のともだち                                      | Phone Home                             | 10月31日       |
| 第5話     | 復活                                              | Return of the Mack                     | 11月7日        |
| 第6話     | トロイのヘレン                                    | Helen Hunt                             | 11月14日       |
| 第7話     | ジャングル・セラピー                              | Welcome to the Jungle                  | 11月21日       |
| 第8話     | クライシス・オン・アースX パート4                 | Crisis on Earth-X, Part 4              | 11月28日       |
| 第9話     | ビーボ                                            | Beebo the God of War                   | 12月5日        |
| 第10話    | ノラ・ダーク                                      | Daddy Darhkest                         | 2018年 2月12日 |
| 第11話    | タイム・ループ                                    | Here I Go Again                        | 2月19日        |
| 第12話    | トーテムの呪い                                    | The Curse of the Earth Totem           | 2月16日        |
| 第13話    | 2人のダーク                                       | No Country for Old Dads                | 3月5日         |
| 第14話    | 教会のキング                                      | Amazing Grace                          | 3月12日        |
| 第15話    | 死のトーテム                                      | Necromancing the Stone                 | 3月19日        |
| 第16話    | エヴァ                                            | I, Ava                                 | 3月26日        |
| 第17話    | ジョン・ノーブル                                  | Guest Starring John Noble              | 4月2日         |
| 第18話    | 正義の抱擁                                        | The Good, the Bad, and the Cuddly      | 4月9日         |
| シーズン4 |                                                   |                                        |                |
| 第1話     | ヴァージン･ゲイリー                               | The Virgin Gary                        | 8月22日        |
| 第2話     | 魔女狩り                                          | Witch Hunt                             | 8月29日        |
| 第3話     | 踊る女王陛下                                      | Dancing Queen                          | 11月5日        |
| 第4話     | 夏の思い出                                        | Wet Hot American Bummer                | 11月12日       |
| 第5話     | 怪獣タグモ                                        | Tagumo Attacks!!!                      | 11月19日       |
| 第6話     | ネイトは帰って来ない                              | Tender Is the Nate                     | 11月26日       |
| 第7話     | 呪いの人形                                        | Hell No, Dolly!                        | 12月3日        |
| 第8話     | レジェンド･オブ･ニャンニャン                      | Legends of To-Meow-Meow                | 12月10日       |
| 第9話     | マスクの男                                        | Lucha de Apuestas                      | 2019年 4月1日  |
| 第10話    | 逃走車                                            | The Getaway                            | 4月8日         |
| 第11話    | 愛に溺れて                                        | Séance and Sensibility                 | 4月15日        |
| 第12話    | 悪魔と魔女                                        | The Eggplant, the Witch & the Wardrobe | 4月22日        |
| 第13話    | 金の卵                                            | Egg MacGuffin                          | 4月29日        |
| 第14話    | ネロンの陰謀                                      | Nip/Stuck                              | 5月6日         |
| 第15話    | 取引                                              | Terms of Service                       | 5月13日        |
| 第16話    | 魔法の国                                          | Hey, World!                            | 5月20日        |
| シーズン5 |                                                   |                                        |                |
| 第1話     | クライシス・オン・インフィニット・アース パート５ | Crisis on Infinite Earths: Part Five   | 2020年 1月14日 |
| 第2話     | レジェンドの素顔                                  | Meet the Legends                       | 1月21日        |
| 第3話     | 危険な女                                          | Miss Me, Kiss Me, Love Me              | 2月4日         |
| 第4話     | プロムの悪夢                                      | Slay Anything                          | 2月11日        |
| 第5話     | パーティーの女王                                  | A Head of Her Time                     | 2月18日        |
| 第6話     | 香港の狼                                          | Mortal Khanbat                         | 2月25日        |
| 第7話     | 父の願い                                          | Mr. Parker’s Cul-de-Sac                | 3月10日        |
| 第8話     | 友との別れ                                        | Romeo V. Juliet: Dawn of Justness      | 3月17日        |
| 第9話     | 私の知らない私                                    | Zari, Not Zari                         | 4月21日        |
| 第10話    | 指輪狂騒曲                                        | The Great British Fake Off             | 4月28日        |
| 第11話    | 親子の絆                                          | Ship Broken                            | 5月5日         |
| 第12話    | 聖杯伝説                                          | Freaks & Greeks                        | 5月12日        |
| 第13話    | ウィー･アー･レジェンド                            | I Am Legends                           | 5月19日        |
| 第14話    | 画面の中の真実                                    | The One Where We’re Trapped on TV      | 5月26日        |
| 第15話    | 運命の歯車                                        | Swan Thong                             | 6月2日         |
| シーズン6 |                                                   |                                        |                |
| 第1話     | サラを捜せ                                        | Ground Control to Sara Lance           | 2021年 5月2日  |
| 第2話     | バーガー・パニック                                | Meat: The Legends                      | 5月9日         |
| 第3話     | キングを狙え                                      | The Ex-Factor                          | 5月16日        |
| 第4話     | 冷戦の行方                                        | Bay of Squids                          | 5月23日        |
| 第5話     | 魔術師の誘惑                                      | The Satanist's Apprentice              | 6月6日         |
| 第6話     | ビショップ                                        | Bishop's Gambit                        | 6月13日        |
| 第7話     | 最終回 パート２                                   | Back to the Finale: Part II            | 6月20日        |
| 第8話     | 荒野の番人                                        | Stressed Western                       | 6月27日        |
| 第9話     | スター誕生                                        | This Is Gus                            | 7月11日        |
| 第10話    | 不死身の男                                        | Bad Blood                              | 7月18日        |
| 第11話    | コズミック・ボウリング                            | The Final Frame                        | 8月8日         |
| 第12話    | 死のゲーム                                        | Bored on Board Onboard                 | 8月15日        |
| 第13話    | ウェディング・プラン                              | Silence of the Sonograms               | 8月22日        |
| 第14話    | スプーナーの過去                                  | There Will Be Brood                    | 8月29日        |
| 第15話    | インペリウムの泉                                  | The Fungus Amongus                     | 9月5日         |
| シーズン7 |                                                   |                                        |                |
| 第1話     | 陽動作戦                                          | The Bullet Blondes                     | 10月13日       |
| 第2話     | 犯人を捜せ                                        | he Need for Speed                      | 10月20日       |
| 第3話     | ギデオン                                          | wvrdr_error_100 notfound               | 10月27日       |
| 第4話     | ショー･ビジネス                                   | Speakeasy Does It                      | 11月3日        |
| 第5話     | 時間旅行                                          | It's a Mad, Mad, Mad, Mad Scientist    | 11月10日       |
| 第6話     | 天命                                              | Deus Ex Latrina                        | 11月17日       |
| 第7話     | 銃後の女性たち                                    | A Woman's Place Is in the War Effort!  | 11月24日       |
| 第8話     | 偽りのヒーロー                                    | Paranoid Android                       | 2022年 1月12日 |
| 第9話     | 地獄のリアリティー･ショー                         | Lowest Common Demoninator              | 1月19日        |
| 第10話    | 固定点                                            | The Fixed Point                        | 1月26日        |
| 第11話    | 反撃の狼煙                                        | Rage Against the Machines              | 2月2日         |
| 第12話    | 未来                                              | Too Legit to Quit                      | 2月23日        |
| 第13話    | 伝説は続く                                        | Knocked Down, Knocked Up               | 3月2日         |